# Chikhany
Chikhany (en russe : Шиханы) est une ville fermée de l'oblast de Saratov, en Russie. Sa population s'élevait à 5 842 habitants en 2013.

## Géographie
Chikhany est située sur la rive droite de la Volga, à 15 km au nord-ouest de Volsk, à 105 km au nord-est de Saratov et à 747 km au sud-est de Moscou.

## Histoire
Chikhany a été fondée en 1928 et a obtenu le statut de commune urbaine en 1938. Elle accéda au statut de ville en 1996. Elle est devenue une ville fermée en 1997. Elle fait partie du raïon de Volsk. Elle comprend trois parties : Chikhany-1, la ville proprement dite ; Chikhany-2, une ville militaire ; Chikhany-3, un arsenal.

## Population
Recensements (*) ou estimations de la population
| 1959* | 1970* | 1979*  | 1989*  |
| ----- | ----- | ------ | ------ |
| 6 026 | 8 805 | 10 283 | 12 763 |

| 2002* | 2010* | 2012  | 2013  |
| ----- | ----- | ----- | ----- |
| 6 738 | 6 067 | 5 918 | 5 842 |